# Francisco Nunes Teixeira
Francisco Nunes Teixeira (* 26. Januar 1910 in Beduído; † 2. März 1999) war ein portugiesischer römisch-katholischer Geistlicher und Bischof von Quelimane in Mosambik.

## Leben
Francisco Nunes Teixeira empfing am 6. August 1933 das Sakrament der Priesterweihe.
Am 6. Februar 1955 ernannte ihn Papst Pius XII. zum ersten Bischof von Quelimane. Der Erzbischof von Lourenço Marques, Teodósio Clemente Kardinal de Gouveia, spendete ihm am 13. Mai desselben Jahres die Bischofsweihe; Mitkonsekratoren waren der Bischof von Beira, Sebastião Soares de Resende, und der Bischof von Nampula, Manuel de Medeiros Guerreiro.
Francisco Nunes Teixeira nahm an allen vier Sitzungsperioden des Zweiten Vatikanischen Konzils teil. Am 23. Dezember 1975 nahm Papst Paul VI. das vorzeitige Rücktrittsgesuch von Francisco Nunes Teixeira an.